# Roßla

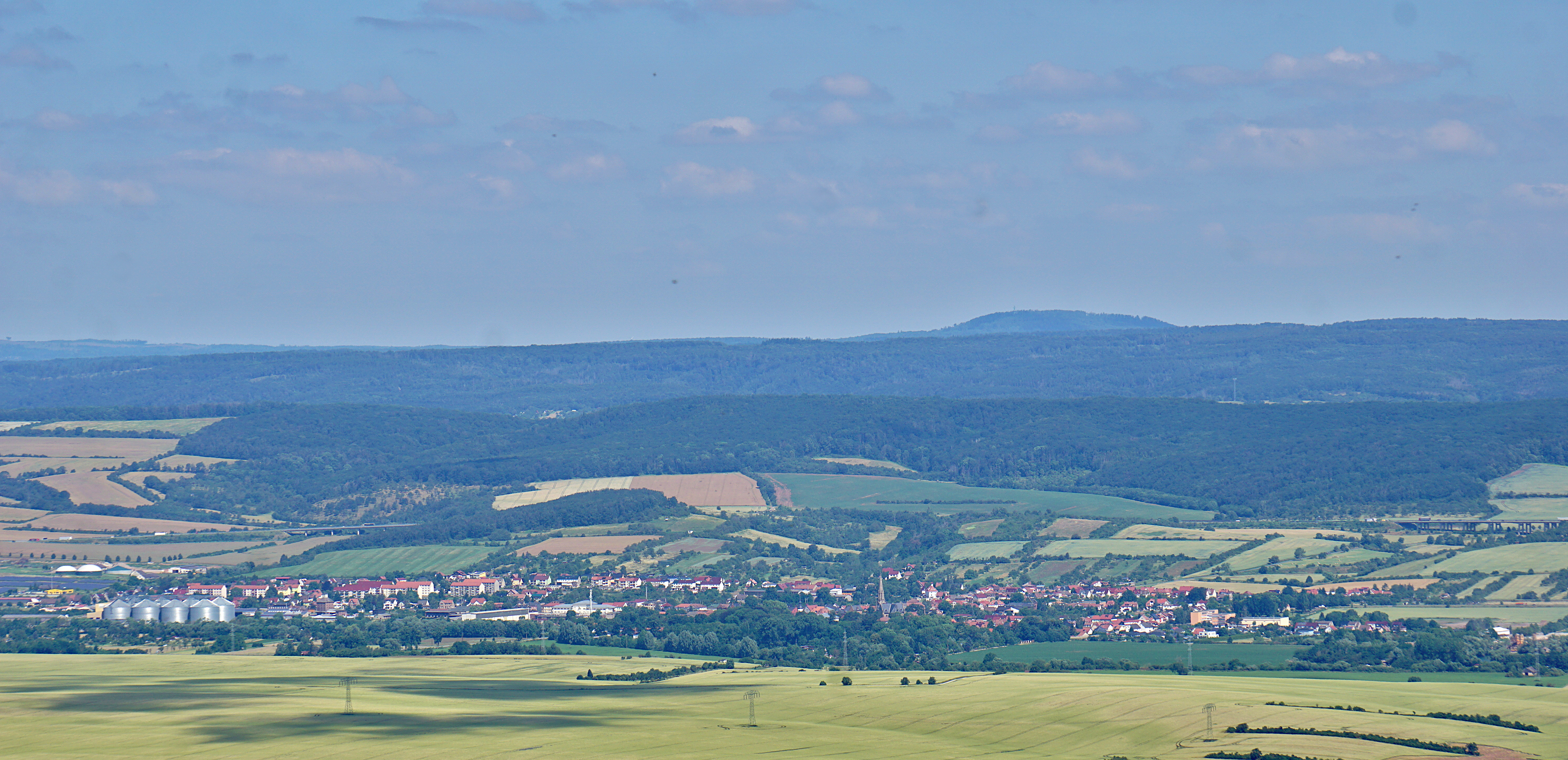
Roßla vom Kyffhäuserdenkmal aus gesehen

Roßla ist ein Ortsteil der Gemeinde Südharz und liegt im westlichen Teil des Landkreises Mansfeld-Südharz in Sachsen-Anhalt.

## Geografie
Roßla liegt an der Helme und breitet sich in deren Niederung zwischen Harz und Kyffhäuser aus. Wegen ihrer Fruchtbarkeit wird diese Gegend auch Goldene Aue genannt.
Roßla hat 2244 Einwohner (Stand 2008), die sich auf Roßla und die eingemeindete Ortschaft Dittichenrode verteilen, und ist Verwaltungssitz der Gemeinde Südharz.

## Geschichte
Roßla wird erstmals in einer Urkunde vom 15. September 996 erwähnt. Mit dieser Urkunde schenkt Kaiser Otto III. dem Kloster St. Kilians Zelle (Bistum Würzburg) die Gemeinde Roßla. Roßla besaß eine Wasserburg. Der Bergfried steht heute noch im Schlosshof. Zahlreiche Urkunden besagen, dass in Roßla ein Adelsgeschlecht sesshaft war. 1119 wurde ein Dietmar von Roßla, 1238 ein Friedrich und 1315 ein Heinrich von Roßla genannt. Inventarbeschreibungen aus den Jahren 1573, 1650 und 1679 lassen die Wasserburg rekonstruieren. Es ist der Bereich des Schlosses und seines Vorplatzes. Die Burg lag auf einer kleinen Insel in einem Helmearm mitten in einem von der Helme gespeisten Teich. In der Mitte des 11. Jahrhunderts gelangten Teile des Helmerieds an das Erzbistum Mainz und an das Kloster Fulda. Das Kloster Walkenried erwarb um 1144 das Gebiet um Görsbach. Später meliorierten die Mönche gemeinsam mit den angesiedelten Flamen das Land zwischen Görsbach und Kelbra und auch weiter. Die Flamen waren erfahren und brachten Geld, Vieh und Nutzpflanzen aus ihrer Heimat mit. Trotz der Entwässerung gab es immer wieder Wasserprobleme. So war die Goldene Aue am 8. und 9. Februar 1946 ein See. Das Wasser stand von Heringen bis nach Ritteburg und in das Thyratal. Die Hochwasserstände sind in dem südlichen Widerlager der Mühltalgrabenbrücke in Kelbra eingemeißelt worden. Der höchste Wasserstand war 1881 und 1946 mit über vier Metern.
Roßla war bis 1919 Sitz einer Linie der gefürsteten Grafen zu Stolberg. Seit 1706 bestand die Linie Stolberg-Roßla. Im Ort befand sich bis 1815 auch der Sitz des gleichnamigen stolbergischen Amts Roßla. Für die Rechtsprechung in Stolberg war bis 1849 die gräflich Stolbergischen Justizkanzlei in Roßla als Patrimonialgericht zuständig. Von 1849 bis 1879 bestand in Roßla die Gerichtskommission Roßla des Kreisgerichts Sangerhausen. 1879 wurde stattdessen das Amtsgericht Roßla geschaffen. Dieses wurde 1945 aufgehoben und das Amtsgericht Sangerhausen übernahm seinen Sprengel.
Am 12. April 1945 wurde Roßla von der amerikanischen Armee besetzt, Anfang Juli in die Sowjetische Besatzungszone eingegliedert. Gegen Ende des Zweiten Weltkriegs war Hermine Reuß ältere Linie, die Witwe des letzten Deutschen Kaisers Wilhelm II., auf das Schloss in Roßla gekommen. Sie wurde dort nach der Flucht aus Schlesien von ihrer jüngsten Schwester, Ida Fürstin zu Stolberg-Roßla, aufgenommen. Fürst zu Stolberg-Roßla wurde enteignet, des Schlosses verwiesen und mit seiner Familie im Oktober 1945 im Lager Torgau interniert. Die Kaiserin-Witwe Hermine holte man eine Woche später ab. Sie verstarb in sowjetischer Internierung 1947 in Frankfurt/Oder.
Seit dem 18. Jahrhundert (1719) bestand im Ort das Gräfliche, ab 1893 Fürstliche Konsistorium Stolberg-Roßla, ein Mediatkonsistorium für die Leitung der lutherischen Kirche in der Grafschaft Stolberg-Roßla. Die lutherischen Kirchengemeinden im Gebiet der ehemaligen Grafschaft gehörten nach der Gründung der unierten Evangelischen Kirche in Preußen 1821 zu deren Kirchenprovinz Sachsen. Das Mediatkonsistorium jedoch bestand mit regionaler Zuständigkeit für diese Kirchengemeinden fort. Bis zur Trennung von Staat und Religion 1919 unterstand es direkt dem Standesherrn Graf/Fürst von Stolberg-Roßla und indirekt dem Oberpräsidenten der Provinz Sachsen. Am 5. November 1947 ging seine Zuständigkeit auf das Mediatkonsistorium in Stolberg am Harz über.
In der Zeit des Nationalsozialismus befand sich im Ort das Außenlager Roßla des KZ Mittelbau für 120 Häftlinge.
Am 1. Januar 2010 schlossen sich die Gemeinden Roßla, Bennungen, Breitenstein, Breitungen, Dietersdorf, Drebsdorf, Hainrode, Hayn (Harz), Kleinleinungen, Questenberg, Rottleberode, Schwenda und Uftrungen zur neuen Gemeinde Südharz zusammen. Gleichzeitig wurde die Verwaltungsgemeinschaft Roßla-Südharz, zu der Roßla gehörte, aufgelöst.

## Religion

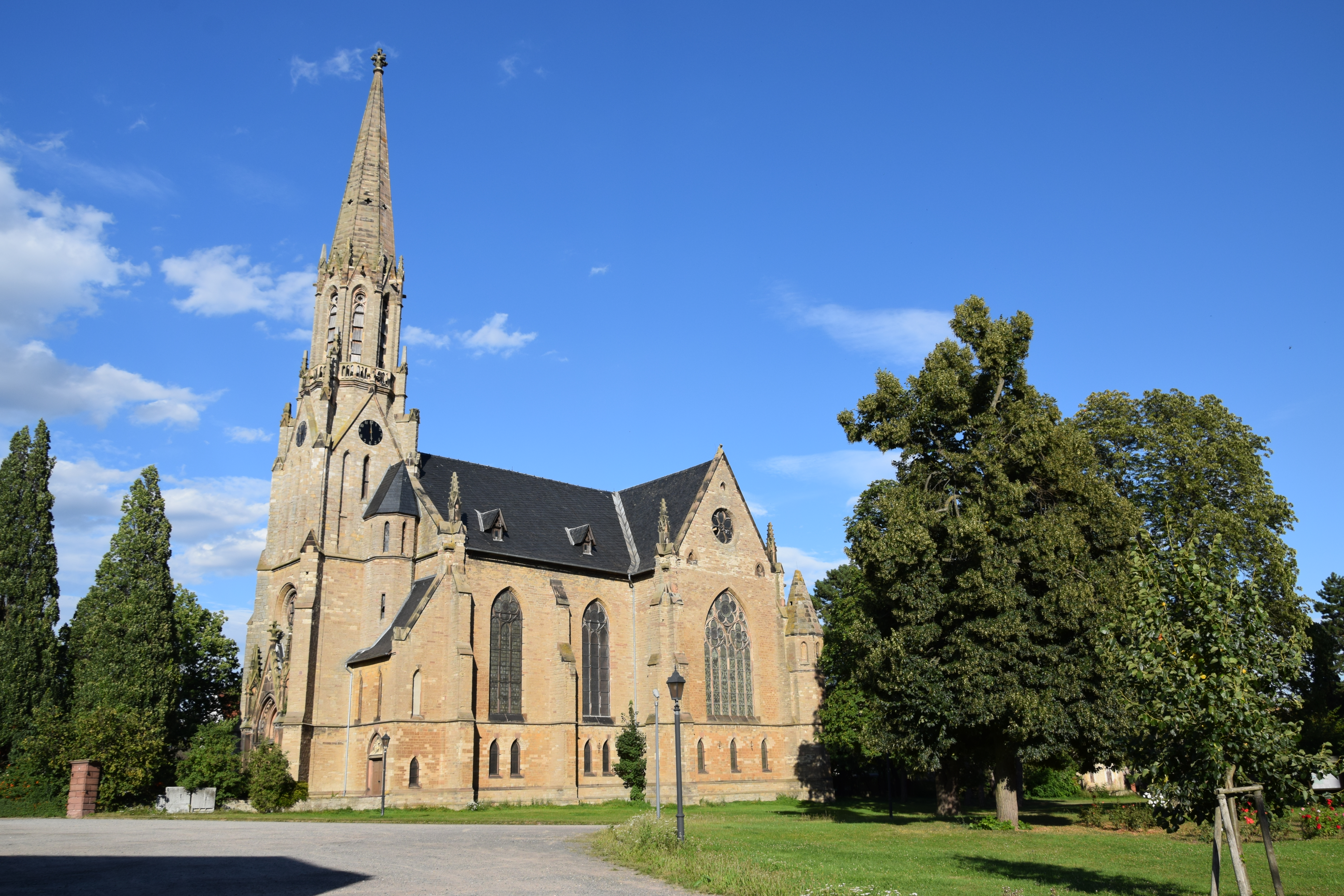
St.-Trinitatis-Kirche

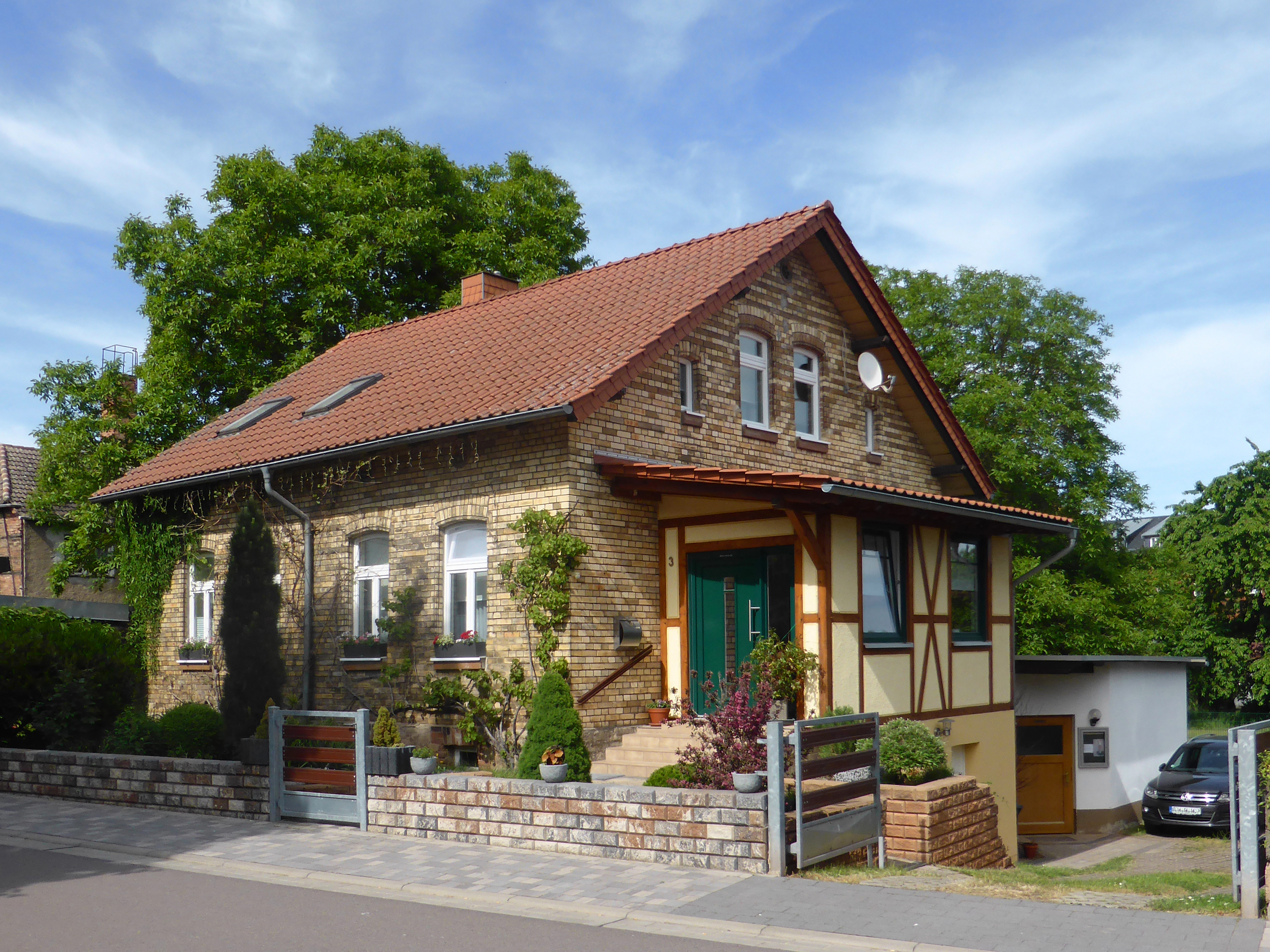
Katholisches Pfarrhaus mit Kapelle

Unter Botho zu Stolberg wurde in der ersten Hälfte des 16. Jahrhunderts in der Grafschaft Stolberg, zu der Roßla damals gehörte, die Reformation eingeführt. Dadurch wurde die Bevölkerung von Roßla und die St.-Burkhart-Kirche protestantisch.
Roßla war Sitz des evangelisch-lutherischen Kirchenkreises Roßla-Stolberg. Heute gehört die St.-Trinitatis-Kirche in Roßla zum Kirchenkreis Eisleben-Sömmerda der Evangelischen Kirche in Mitteldeutschland.
Durch die Flucht und Vertreibung Deutscher aus Mittel- und Osteuropa infolge des Zweiten Weltkriegs zogen wieder Katholiken nach Roßla. Sie gehörten zunächst zur Herz-Jesu-Pfarrei in Sangerhausen. Zum 1. Oktober 1946 wurde Pfarrer Otto Meixner zum außerplanmäßigen Vikar von Sangerhausen mit Sitz in Roßla ernannt, er nahm Wohnung im Schloss Roßla, wo er auch eine Kapelle zur Verfügung hatte. Am 1. November 1947 wurde die Seelsorgestelle Roßla zur Kuratie erhoben, die als Filialgemeinde zur Pfarrei Sangerhausen gehörte. 1970 übernahm die Kuratie das Haus Promenade 3 und richtete in dem Haus eine Kapelle und die Wohnung des Kuratus ein. Am 20. Mai 1971 fand die Benediktion der Kapelle statt, 1972/73 erfolgte ein Umbau des Hauses. Noch bis 1975 hatte Roßla einen eigenen katholischen Seelsorger. Heute gehören Katholiken in Roßla zur Pfarrei St. Jutta mit Sitz in Sangerhausen.

## Politik

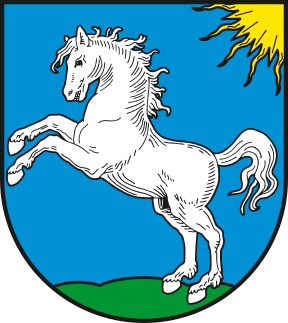
Wappen von Roßla

### Wappen
Das Wappen wurde am 17. August 1939 durch den Oberpräsidenten der Provinz Sachsen verliehen.
Blasonierung: „In Blau auf grünem Berg ein springendes silbernes Pferd unter einer aus dem linken Obereck hervorbrechenden goldenen Sonne.“
Das Wappen wurde von dem in Osterweddingen lebenden Grafiker Willy Kluge gestaltet.

### Ortspartnerschaften
Partnerstadt Roßlas ist die Stadt Ortenberg in Hessen. Die Partnerschaft besteht seit 1990.

## Gedenkstätte
- Grabstätte auf dem Ortsfriedhof für einen namentlich bekannten Polen, der wahrscheinlich im Außenlager Roßla das Opfer der Zwangsarbeit wurde.

## Sehenswürdigkeiten
- Evangelische Trinitatiskirche; 1868–1873 durch Ferdinand Wendeler erbaut. Die historische Ausstattung ist im Wesentlichen erhalten.
- Schloss Roßla; von 1827 bis 1831 erbaut; klassizistische Anlage
- s’ ohle Huss – das lebendige Denk~mal
- Fürstliche Rentkammer; bedeutendes geschichtliches, kulturell-künstlerisches und städtebauliches Baudenkmal
- Bauerngraben im Naturschutzgebiet Gipskarstlandschaft Questenberg, nördlich von Roßla

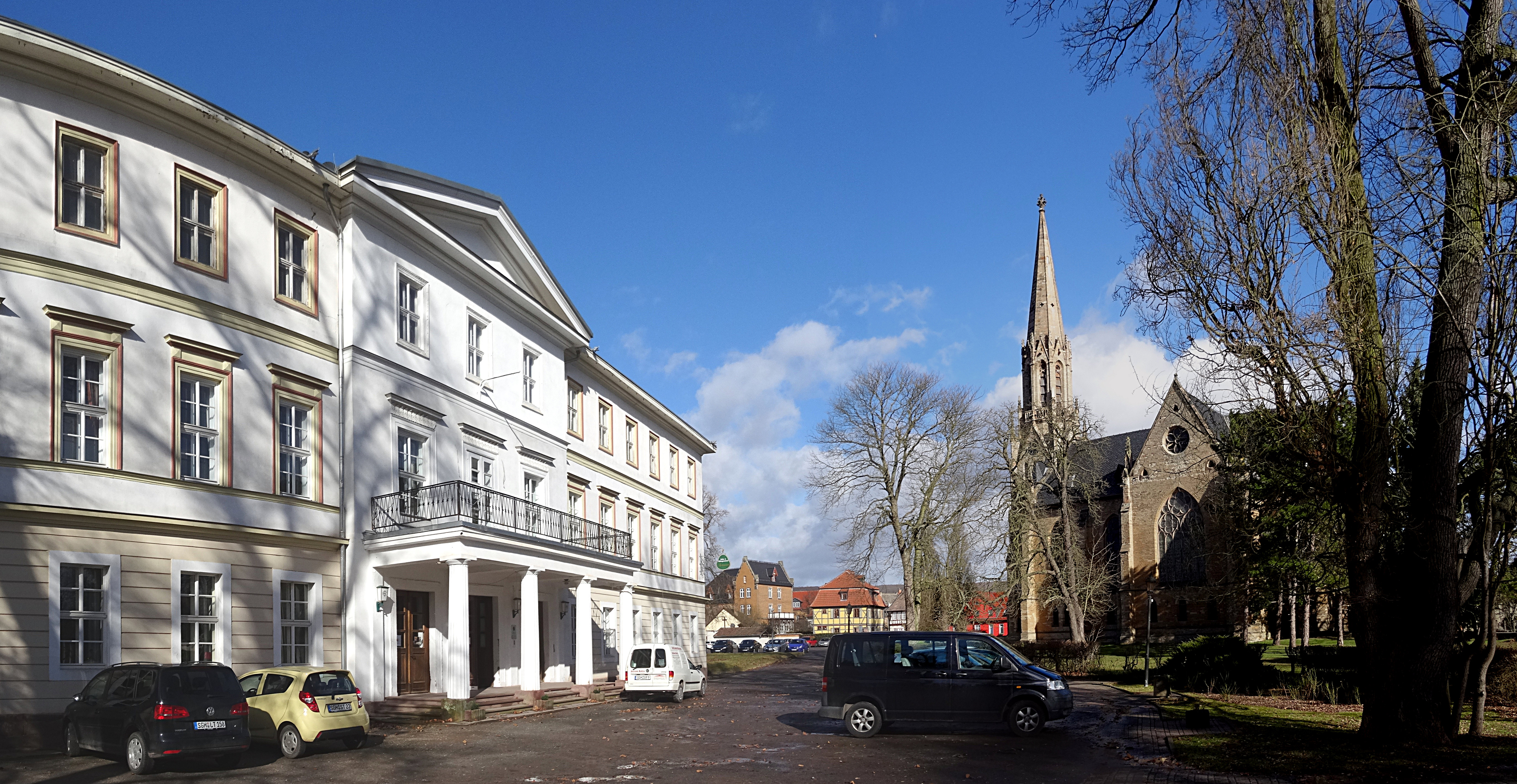
Schloss Roßla und St. Trinitatis 2017
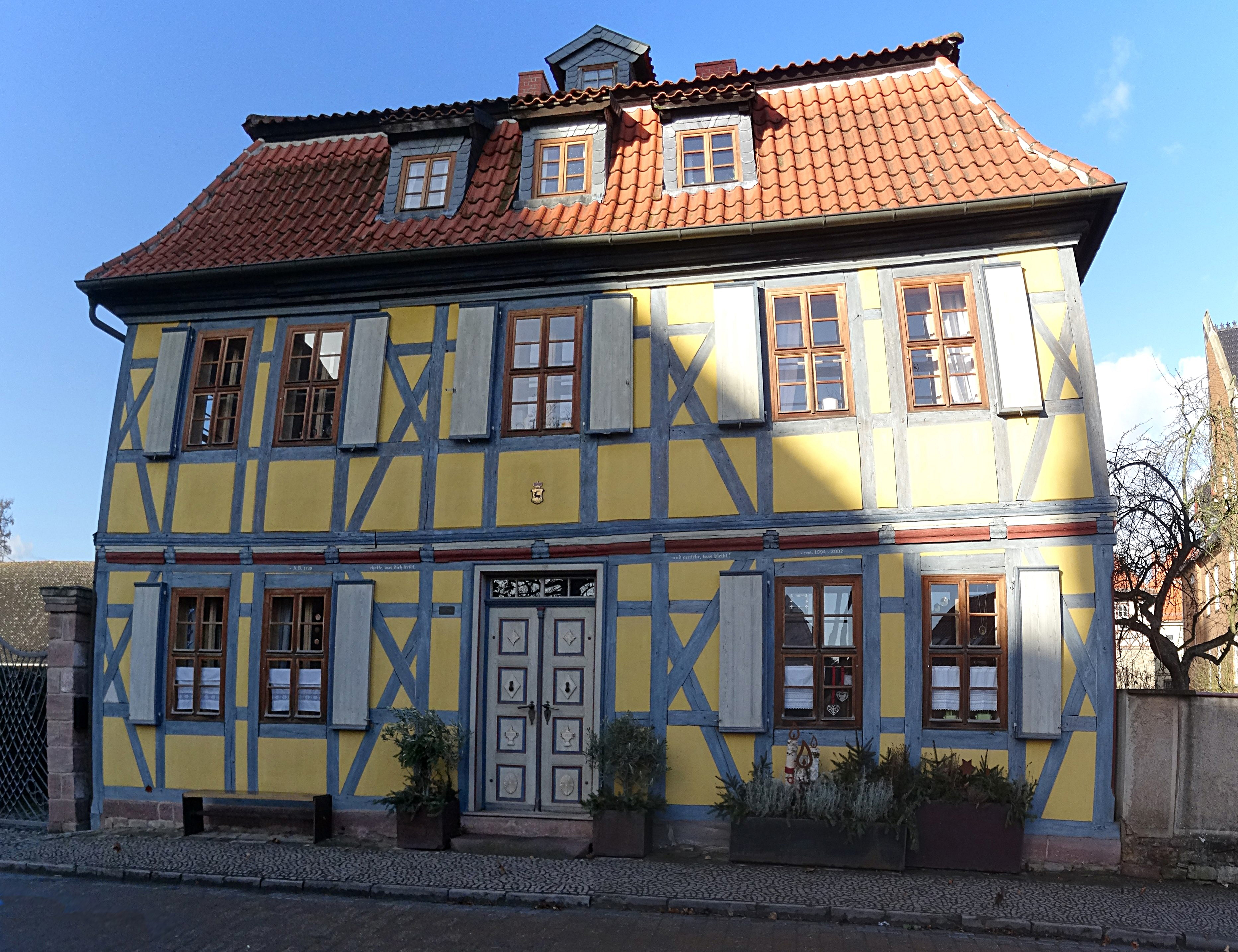
Fürstliches Sekretär- und Kutscherhaus
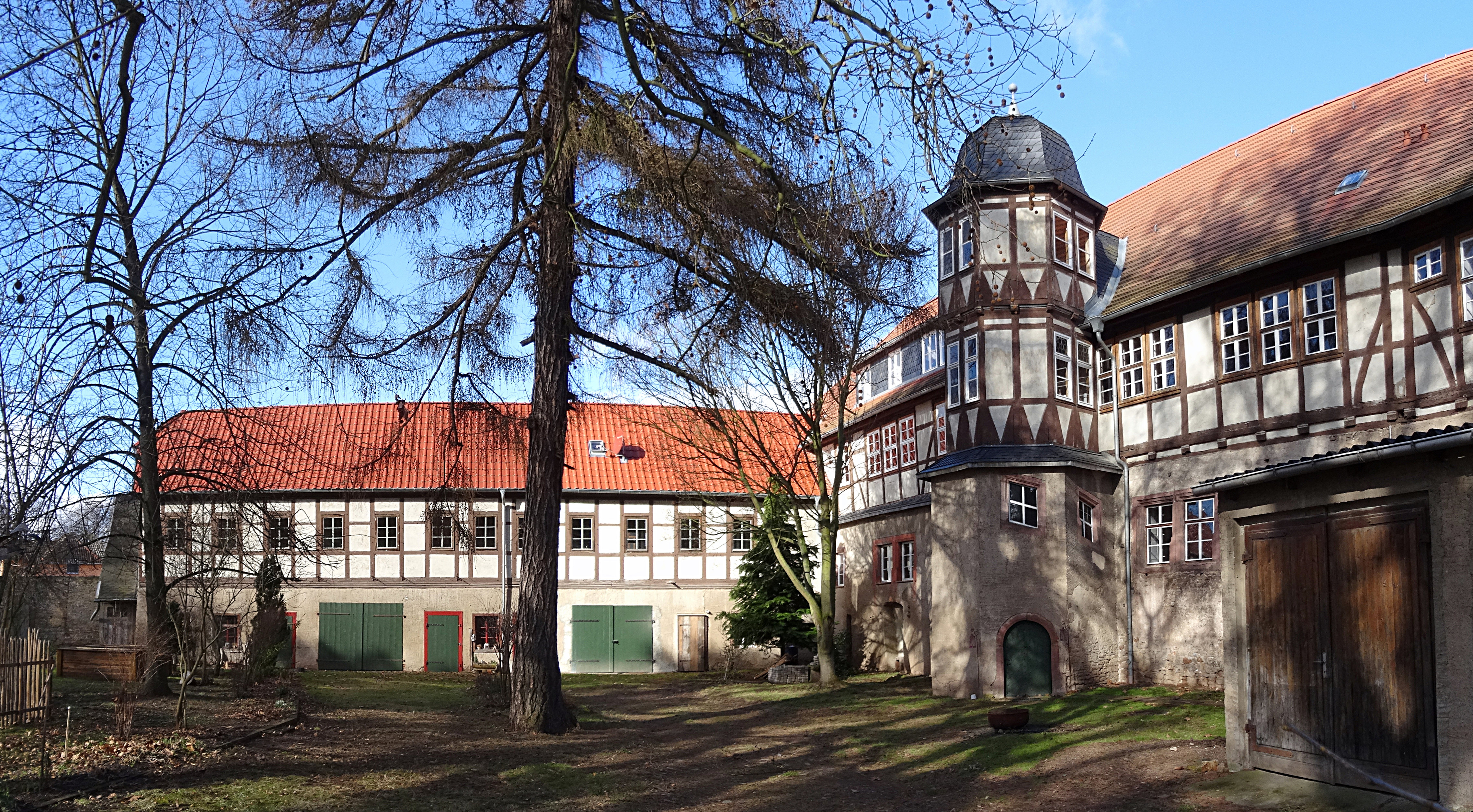
Rückansicht der Fürstlichen Rentkammer
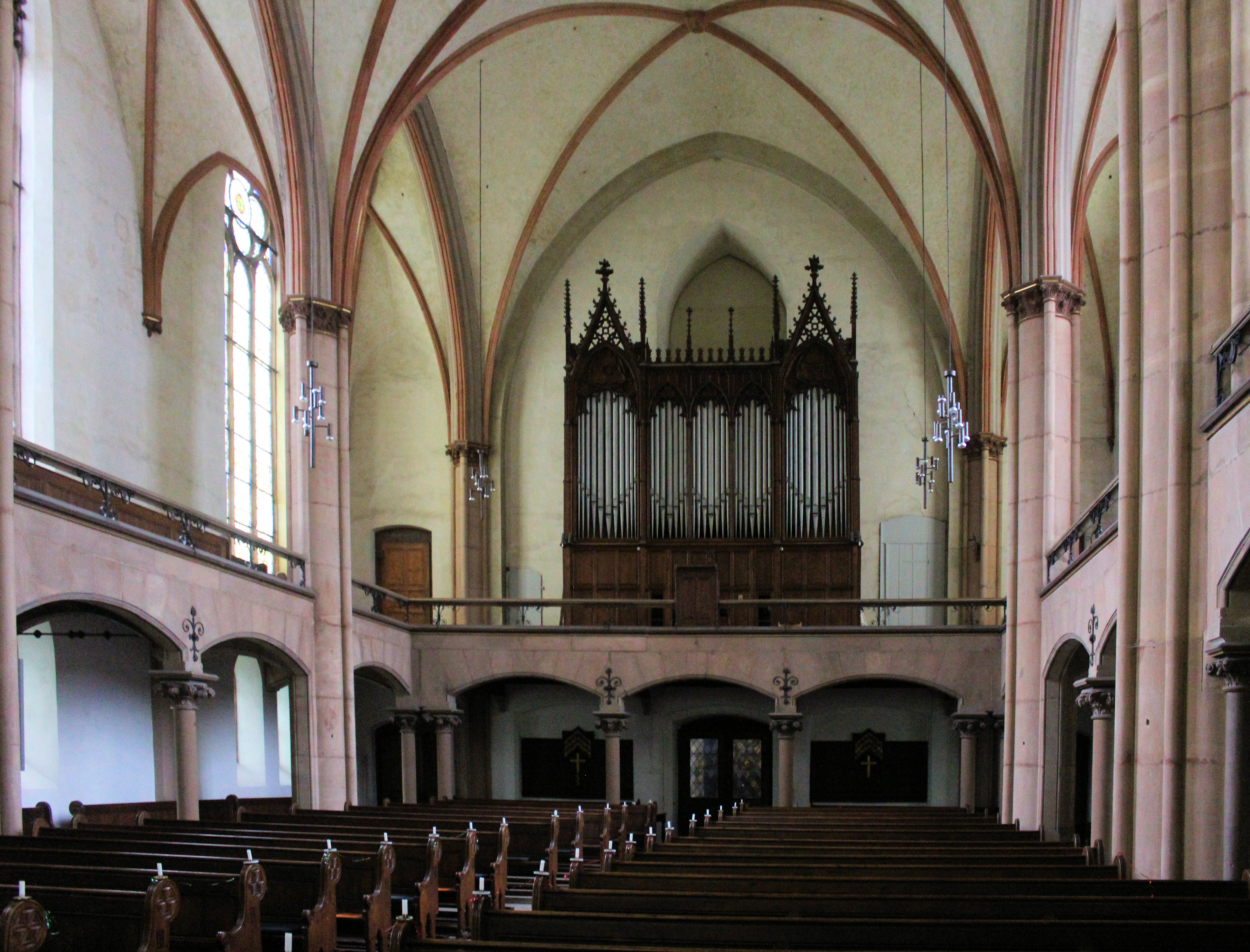
Inneres der Trinitatiskirche
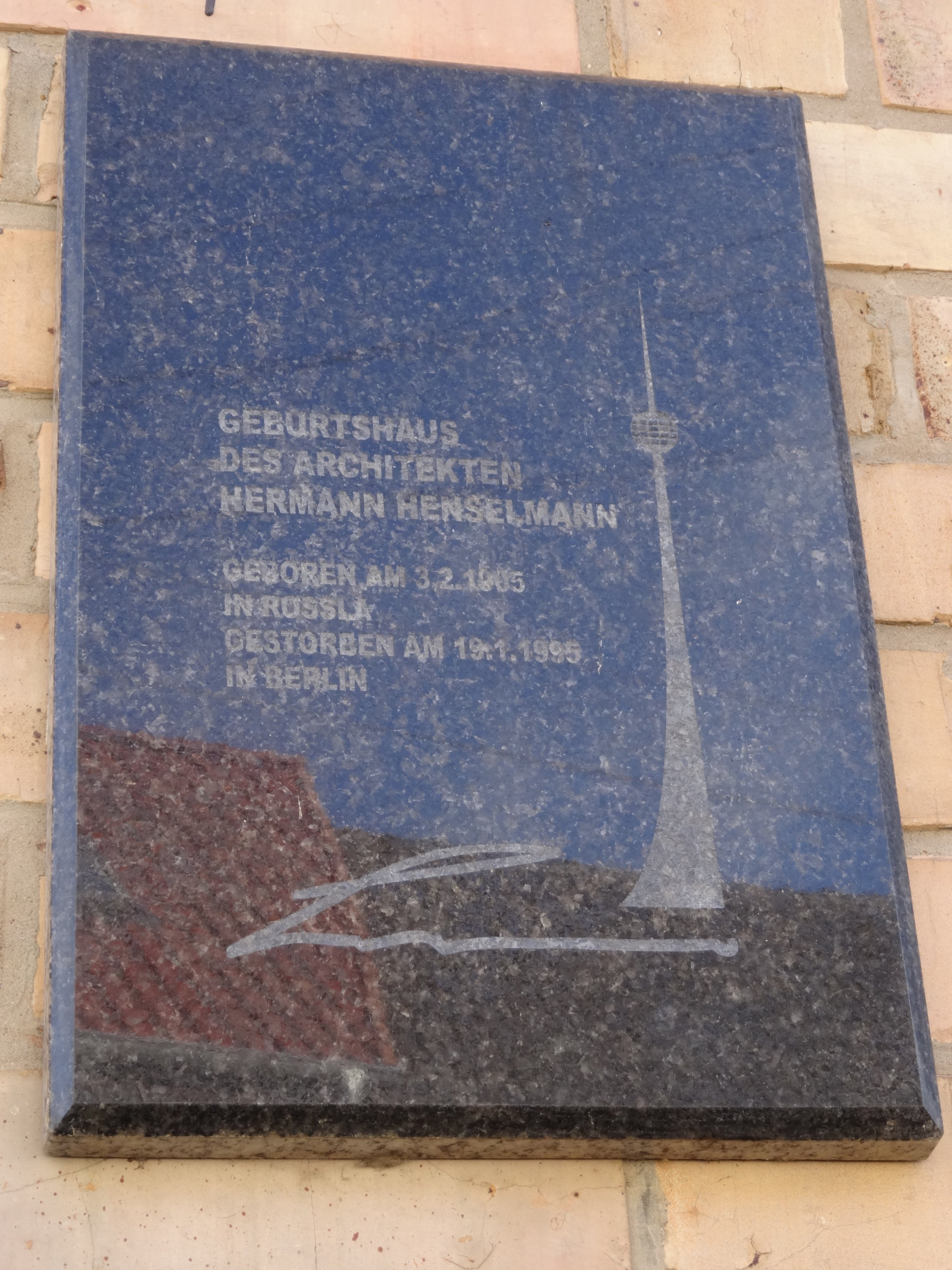
Gedenktafel für den Chefarchitekten des Berliner Fernsehturms
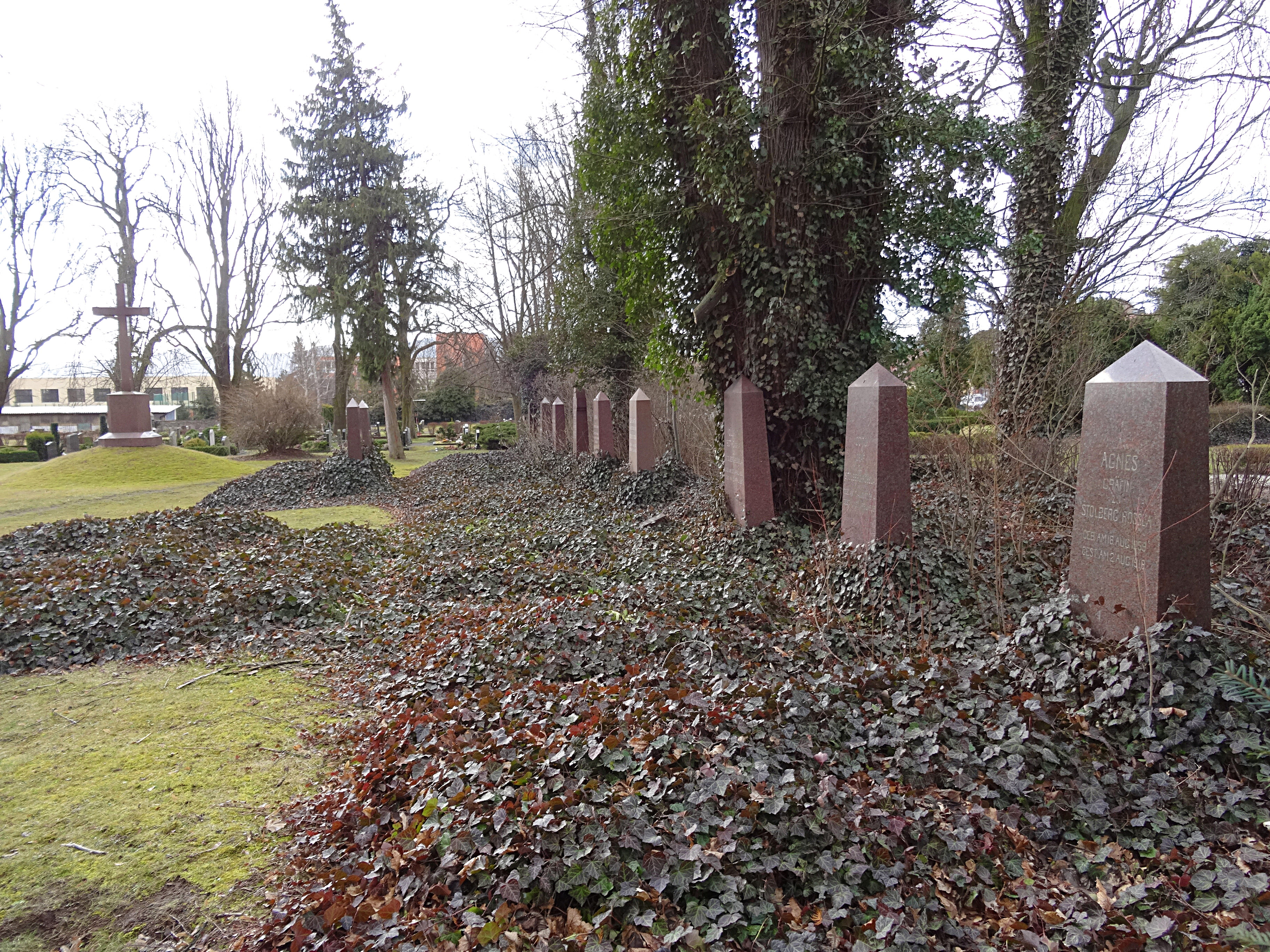
Gräber der Grafen zu Stolberg-Rossla

## Verkehr

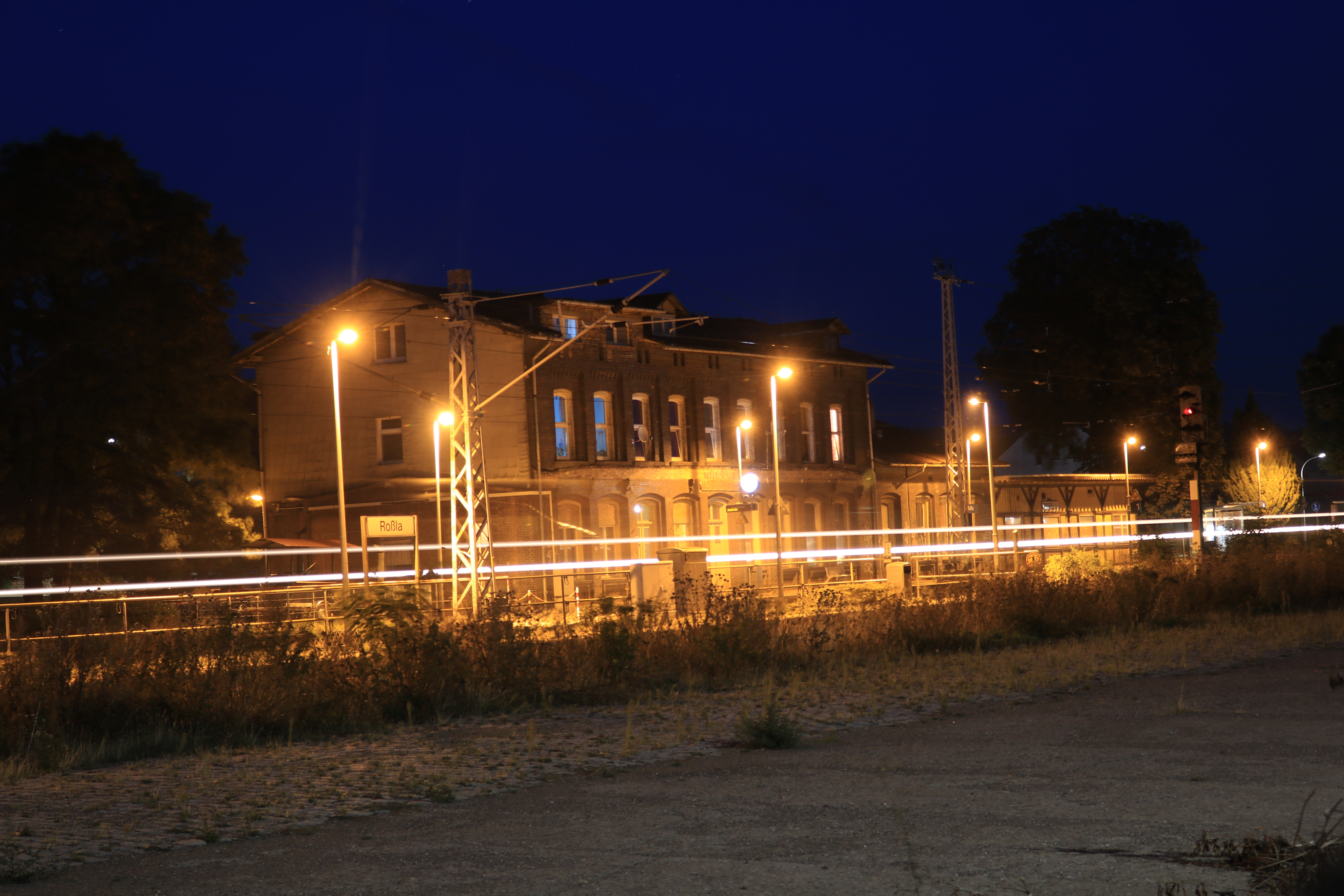
Bahnhof Roßla bei Nacht

### Eisenbahnverkehr
Roßla verfügt über einen Bahnhof an der Bahnstrecke Halle–Hann. Münden und wird stündlich vom Regional-Express der Relation Halle (Saale) ↔ Leinefelde / Kassel-Wilhelmshöhe bedient.

### Busverkehr
Der öffentliche Personennahverkehr wird unter anderem durch den TaktBus des Bahn-Bus-Landesnetz Sachsen-Anhalt erbracht. Folgende Verbindung führt durch Roßla:
- Linie 450: Sangerhausen ↔ Tilleda ↔ Roßla ↔ Berga ↔ Stolberg ↔ Breitenstein

### Straßenverkehr
Durch den Ort zieht sich die ehemalige B 80. An der kurz hinter dem Ortsausgang Richtung Sangerhausen von dieser abzweigenden Straße nach Dittichenrode befindet sich eine Anschlussstelle der Autobahn 38.

## Persönlichkeiten

### Söhne und Töchter des Ortes
- Nicolaus Marschalk (1455–1525), Rechtswissenschaftler, Humanist und Historiker
- Friedrich Botho zu Stolberg-Roßla (1714–1768), kursächsischer Generalleutnant und regierender Graf
- Jost Christian zu Stolberg-Roßla, junior (1722–1749), Offizier im Dienste Russlands und Preußens
- Justus Christian Ludwig von Schellwitz (1735–1797), Rechtswissenschaftler
- Wilhelm zu Stolberg-Roßla (1748–1826), Regent der Grafschaft Stolberg-Roßla
- Wilhelm von Biela (1782–1856), Entdecker des nach ihm benannten Kometen
- Karl Baldamus (1784–1852), Jurist und Dichter
- Arnold Haacke (1832–1899), Reichsgerichtsrat und Mitglied des preußischen Abgeordnetenhauses
- Moritz Schmidt (1841–1903), Richter, Rittergutsbesitzer und Parlamentarier
- Botho zu Stolberg-Roßla (1850–1893), Standesherr
- Kuno zu Stolberg-Roßla (1862–1921), Standesherr
- Christoph Bosse (1863–1950), Regierungsbeamter und Abgeordneter
- Friedrich Bosse (1864–1931), Theologe und Bibliothekar
- Jost Christian zu Stolberg-Roßla (1886–1916), Offizier und Standesherr
- Christoph Martin zu Stolberg-Roßla (1888–1949), Offizier und Standesherr
- Werner Zschintzsch (1888–1953), Verwaltungsjurist, Staatssekretär und SS-Führer
- Hermann Henselmann (1905–1995), Architekt
- Volker Lessing (* 1945), Jurist, Sachbuchautor und Honorarprofessor
- Matthias Storck (* 1956), Pfarrer und Autor
- Uwe Mund (* 1962), Ruderer

### Personen, die mit dem Ort in Verbindung stehen
- Erich Volkmar von Berlepsch (um 1525–1589), Oberhofrichter in Leipzig und Amtshauptmann des Thüringer Kreises